# Dom Żołnierza w Jarosławiu

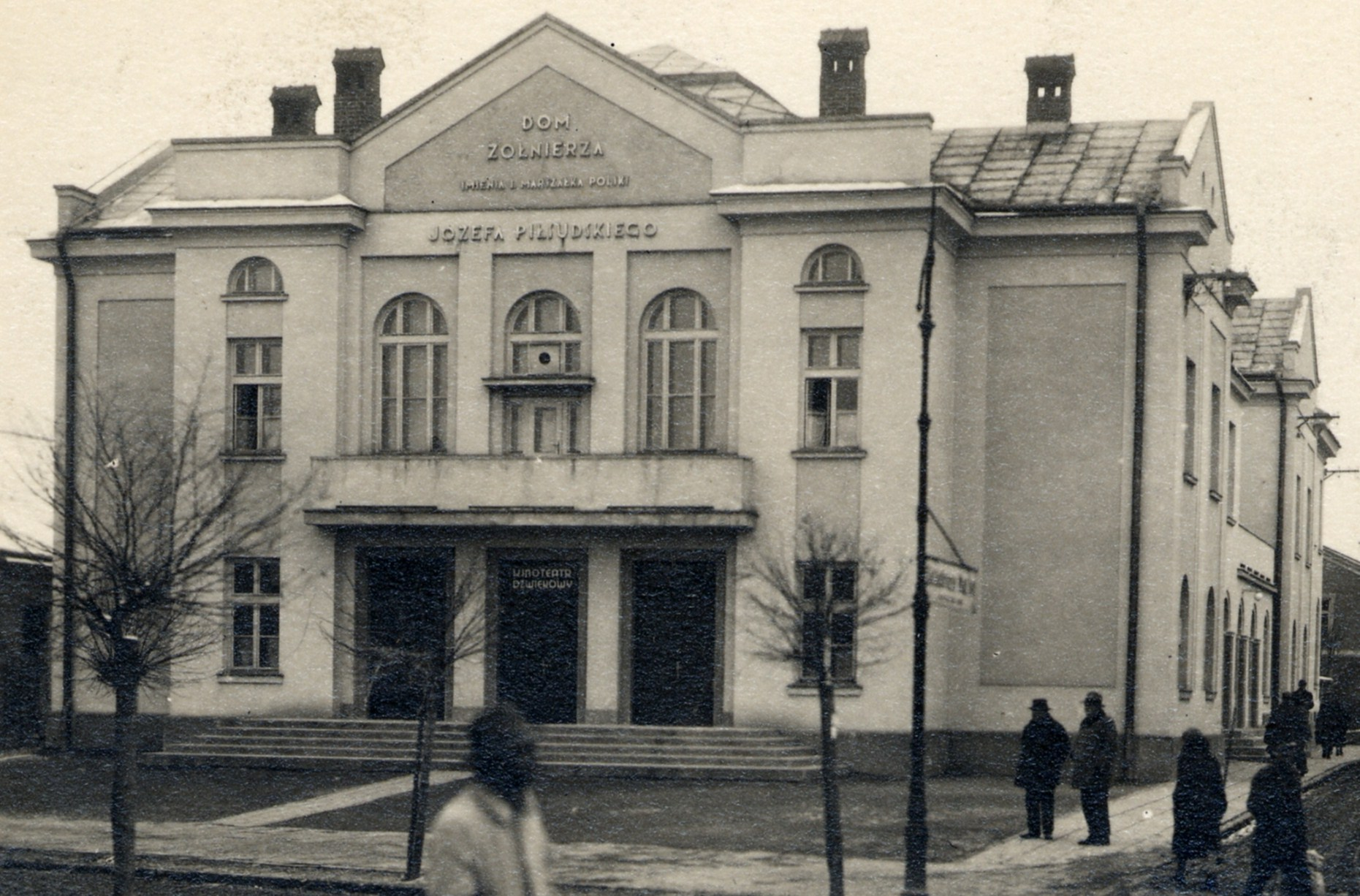
Dom Żołnierza w Jarosławiu ok. 1930

Dom Żołnierza im. Józefa Piłsudskiego w Jarosławiu – wojskowy dom kultury istniejący w garnizonie jarosławskim w okresie międzywojennym. 
Budynek powstał w latach 1926–1933. Jego twórcą był radny, architekt Tadeusz Broniewski. Znajdowała się w nim m.in. sala widowiskowa. W okresie okupacji niemieckiej przekształcony został w tzw. Soldatenheim. 25 lipca 1944 Niemcy spalili obiekt myśląc, że przebywa w nim st. sierż. Franciszek König. W 1966 w tym samym miejscu zostało wybudowane kino Westerplatte, które następnie przekształcono w aulę Państwowej Wyższej Szkoły Techniczno-Ekonomicznej im. ks. Bronisława Markiewicza w Jarosławiu. 